# 澎湖普濟堂
23°33′53″N 119°33′53″E / 23.564723°N 119.564632°E
澎湖普濟堂是臺灣清領時期至日治時期初期，澎湖的社會救濟機構，道光六年（1826年）由澎湖通判蔣鏞倡建籌辦；明治35年（1902年）7月，澎湖普濟堂與養濟院、育嬰堂等合併改制為「澎湖普濟院」。澎湖普濟堂在台灣日治時期拆遷，原址現闢為澎湖中央老街的街內公園。

## 簡介

### 背景
中國地方知識分子自16世紀末期起介入社會救濟領域，明末以來流傳民間的概念「透過善行來累積功德，改變家族與個人的命運」深植人心，經由袁黃《了凡四訓》的倡導，「功過格」之說廣為科舉士子之間流傳，促進了善行的「現世化」與「儒家化」。清代以降，國家的力量介入慈善救濟，協助地方士紳興辦慈善事業。

### 沿革
清代澎湖的社會救濟事業始於嘉慶年間，地方士紳集資於媽宮街購買店屋一間，為難民棲身之處。道光三年（1823年），湖北省黃梅縣籍的蔣鏞出任臺灣府海糧捕海防通判（即澎湖通判）。道光六年（1826年），蔣鏞為救濟地方上弱勢百姓，如孤兒、寡婦、殘疾、窮人或無子女可依的老人，於媽宮街媽祖宮（今澎湖天后宮、中央老街內）附近謀劃籌辦普濟堂。道光九年（1829年），蔣鏞調任台灣府海防兼南路理番同知，繼任澎湖通判丁秉南同年六月上任後亦延舊規，後世澎湖有名望官紳諸如一新社之組織，皆持續挹注普濟堂。
1895年馬關條約將澎湖群島統治權由大清帝國轉移至大日本帝國。進入日治時期後，澎湖廳承繼相關社會救濟事業。當地之社會救濟機構，除了普濟堂之外，還有養濟院、育嬰堂等，但這幾個機構當時業務幾乎已陷於停頓。明治32年（1899年）9月，在台灣總督兒玉源太郎的支持下，乃將澎湖廳各社會救濟事業的資產加以整理。明治35年（1902年）7月澎湖普濟堂與養濟院、育嬰堂等合併，並改名為「澎湖普濟院」。

### 後續發展與現況
明治35年（1902年）改制為「澎湖普濟院」後，原鄰近「項得生古宅」的救濟場址改組且另闢他處，原址土地用途幾經變動，現為中央老街內之一綠地公園，公園面積556平方公尺，設有六張雙人石椅，以及15公尺的行人步道。
「澎湖普濟院」在二戰後由臺灣省政府接管，於民國38年（1949年）改名為「臺灣省立澎湖救濟院」，民國65年（1976年）再改為「省立澎湖仁愛之家」。民國86年（1997年），由於臺灣省虛級化，於民國88年（1999年）7月改由內政部管轄，更名為「內政部澎湖老人之家」。民國102年（2013年）7月改制隸屬衛生福利部，更名為「衛生福利部澎湖老人之家」至今。

## 運作方式

### 經費來源
澎湖普濟堂初始運作經費為蔣鏞籌捐400元餅銀（即銀元）交予媽祖宮董事，使其輪年生息。之後，道光九年（1829年）正月，闔澎境民共捐210元予課館生息，陸陸續續又獲制錢47,500文出借生息。另外，蔣鏞擬定從澎湖165艘小䑩船，每年徵錢19,800文撥充，委由媽祖宮董事管理運作。

### 救濟對象與方式
澎湖普濟堂救濟對象為孤、寡、殘、疾、無依貧民，由前述經費，普濟堂共可收養三十名孤貧人士。每名孤貧大建（陰曆有30日的月份）給予300文、小建（陰曆有29日的月份）給予290文。若有新添增的孤貧人士，列入額外的孤貧名單，造冊按造梯次遞補。每年生息所存之帳簿，皆分印二本，一存放澎湖廳署，一存放普濟堂備查。